# 아로네
아로네(이탈리아어: Arrone)는 이탈리아 움브리아주 테르니도에 위치한 코무네다. 페루자로부터 남동쪽 70km, 테르니로부터 동쪽 10km 거리에 있다.

## 역사
아로네는 9세기경에 로마 출신의 귀족에 의해서 세워졌다. 처음에는 목제성으로 지어졌지만, 후에 석제를 이용하여 다시 지었다. 아로니(Arroni) 가문이 13세기에 스폴레토에 의해 이곳에서 축출당했다.
아로네는 1799년에 프랑스 군대에 의해 약탈당하여 불태워졌다.

## 같이 보기
- 네라강